# Gallirallus rovianae
Gallirallus rovianae е вид птица от семейство Rallidae. Видът е почти застрашен от изчезване.

## Разпространение
Видът е разпространен в Соломоновите острови.